# جغرافيا بولندا

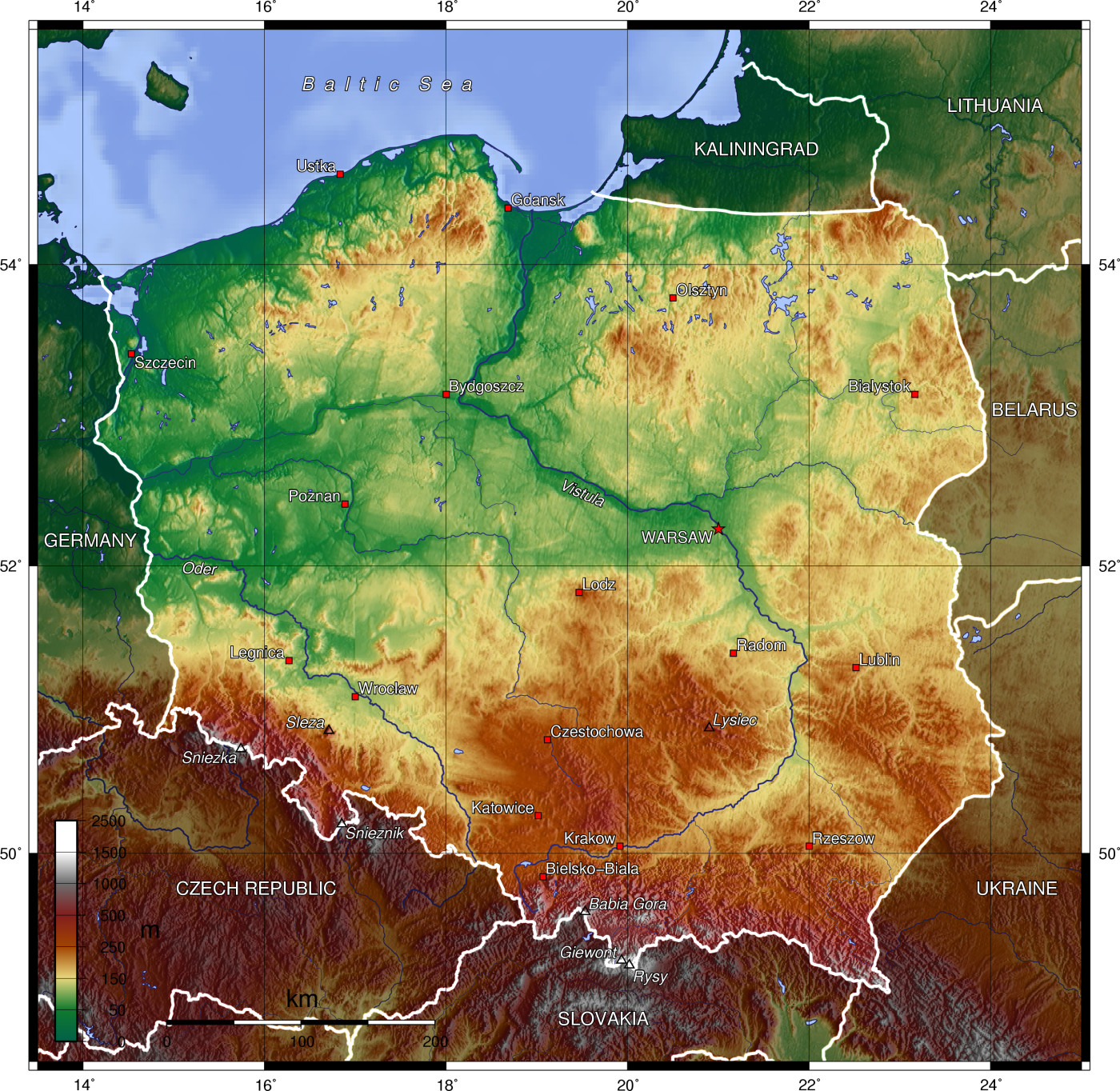
بولندا

جغرافيا بولندا بولندا بلد في أوروبا الوسطى. وبصفة عامة، بولندا هو سهل الوصول مفصول من بحر البلطيق في الشمال إلى جبال الكاربات في الجنوب. في غضون ذلك سهل، والاختلافات في التضاريس تشغيل عموما فرق من الشرق إلى الغرب. ساحل البلطيق يفتقر المرافئ الطبيعية باستثناء منطقة غدينيا وغدانسك شتشيتسين في أقصى الشمال الغربي. المنطقة الشمالية الشرقية، ودعا منطقة البحيرات، وغابات كثيفة، ذات كثافة سكانية منخفضة ويفتقر إلى الموارد الزراعية والصناعية. إلى الجنوب والغرب من منطقة البحيرة، وهي منطقة واسعة من سهول تمتد إلى Sudetes على الحدود التشيكية والسلوفاكية في الجنوب الغربي ومنطقة الكاربات على الحدود التشيكية والسلوفاكية والأوكرانية وإلى الجنوب الشرقي.

## موقع بولندا
البلد يمتد 876 كيلومترا من الشمال إلى الجنوب و 689 كم من الشرق إلى الغرب. منطقة بولندا مجموع 312843 كيلومتر مربع، بما فيها المياه الداخلية. البلدان المجاورة وألمانيا إلى الغرب، والجمهورية التشيكية وسلوفاكيا إلى الجنوب وأوكرانيا وبيلاروسيا إلى الشرق، وليتوانيا، ومقاطعة كالينينغراد الروسية إلى الشمال الشرقي.